# Дулишкович, Иоанн
Иоанн Дулишкович (1815, с. Голятин, Марамороской жупы, ныне Хустский район — 1883, Чинадиево) — греко-католический священник, закарпатский историк.

## Биография
Родился 14 ноября в 1815 году в с. Голятине Марамороской жупы (сегодня Хустского района) в семье священника.
После окончания местной школы учился в Ужгородской гимназии. Философские науки изучал в Кошице, а богословские — в Ужгородской семинарии. Священнические обязанности выполнял в верховинских селах Скотник (1841—1848), Нижние и Верхние Ворота (1848—1869) в Воловецком, а с 1869 года в селе Чинадиево вблизи Мукачева, где умер 21 февраля 1883.

## Сочинения
В тяжелых условиях отец Иоанн Дулишкович собрал большое количество источников и написал обстоятельное исследование «Исторические черты Угро-русских» (Тетрадь 1, Унгвар, 1874. — 133 с .; Тетрадь 2 — 1875. — 140 с. ; Тетрадь 3. — 1877. — 234 с.) Прошлое своего народа Иван Дулишкович показывает на фоне общеславянской истории, использовав труда византийских и римских авторов. Иван Дулишкович затронул важный вопрос — автономии Закарпатья в составе Австро-Венгерской монархии, которой добивались ещё А. Духнович и А. Добрянский. Он критикует дворянство, осуждает тех, кто ради сохранения своих привилегий отреклись от своего народа ради имперской власти.
Труд сыграл важную роль в подъёме национального самосознания закарпатских русинов. Это было первое исследование по истории Закарпатья (с древнейших времен до начала XIX в.), написанное на родном («руськом») языке на основе исторических источников. Автор придерживается мнения, что славяне являются автохтонами Европы, он делит их на три группы: западные, восточные и южные, положительно оценивает деятельность князя Федора Кориатовича, раскрывает причины закрепощения крестьянства, освещает историю Мукачевской епархии и характеризует деятельность епископов М. Ольшавського и И. Брадача.
В 1874 г. львовская москвофильская газета «Слово», сообщая о выходе в свет труда «Исторические черты Угро-Русских», отмечала, что её «сочинитель будет причислен к тем мужам, которым наш народ благодарностью одолжится».